# Lindernia damblonii
Lindernia damblonii é uma espécie botânica do gênero Lindernia pertencente à família Linderniaceae.